# Sorry
Sorry – drugi singel promujący album Madonny Confessions on a Dance Floor.

## Lista utworów i formaty singla
2-ścieżkowy Promo CD-Singel
1. Sorry (Radio Edit) – 3:59
2. Sorry (Album Version) – 4:42

UK 2-ścieżkowy CD-Singel
1. Sorry (Radio Version) – 3:59
2. Let It Will Be (Paper Faces Vocal Edit) – 5:24

Europejski 3-ścieżkowy CD-Singel
1. Sorry (Radio Version) – 3:59
2. Let It Will Be (Paper Faces Mix) – 7:28
3. Sorry (Man With Guitar Mix) – 7:25

UK 5-ścieżkowy CD-Maxi Singel
1. Sorry (Radio Version) – 3:57
2. Sorry (Man With Guitar Mix) – 6:00
3. Sorry (PSB Maxi-Mix) – 8:34
4. Sorry (Paul Oakenfold Remix) – 7:12
5. Sorry (Green Velvet Remix) – 6:05

Amerykański 6-ścieżkowy CD-Maxi Singel
1. Sorry (Single Edit) – 3:58
2. Sorry (Man With Guitar Edit) – 6:04
3. Sorry (PSB Maxi-Mix) – 8:36
4. Sorry (Paul Oakenfold Remix) – 7:22
5. Sorry (Green Velvet Remix) – 6:07
6. Let It Will Be (Paper Faces Vocal Edit) – 5:24

## Teledysk
Klip do piosenki "Sorry" kręcony był w Londynie w dniach 17 i 18 stycznia 2006 roku. Reżyserem klipu został choreograf Madonny, Jamie King. Teledysk jest kontynuacją klipu "Hung Up", rozpoczyna się w momencie, gdy Madonna i jej tancerze opuszczają dyskotekę. W teledysku możemy obserwować Madonnę śpiewającą na tle neonów, dającą popis umiejętności tanecznych w klatce, jadącą samochodem oraz jeżdżącą na wrotkach. Samochód użyty w wideoklipie został wyremontowany i zaprojektowany przez autorów emitowanego na antenie stacji MTV programu Pimp my ride.
Premiera teledysku została przesunięta z 3 na 8 lutego 2006 roku, ponieważ jego pierwsza wersja została uznana przez wytwórnię za zbyt obraźliwą. Została z niego usunięta scena, w której Madonna pokazuje do kamery środkowy palec.

## Listy przebojów
| Kraj              | Najwyższa pozycja lista sprzedaży | Najwyższa pozycja lista airplay |
| ----------------- | --------------------------------- | ------------------------------- |
| Australia         | 4                                 |                                 |
| Austria           | 8 (2 tygodnie)                    | 1 (2 tygodnie)                  |
| Belgia (Flandria) | 8 (2 tygodnie)                    | 1 (7 tygodni)                   |
| Belgia (Walonia)  | 4                                 | 1 (7 tygodni)                   |
| Brazylia          | 3                                 |                                 |
| Dania             | 3 (3 tygodnie)                    | 1                               |
| Estonia           | –                                 | 1 (9 tygodni)                   |
| Europa            | 1 (4 tygodnie)                    | 1 (12 tygodni)                  |
| Finlandia         | 3                                 | 1 (7 tygodni)                   |
| Francja           | 5                                 | 8                               |
| Grecja            | 1                                 | 5                               |
| Hiszpania         | 1                                 | 1 (2 tygodnie)                  |
| Holandia          |                                   | 3                               |
| Irlandia          | 5 (2 tygodnie)                    | 1 (5 tygodni)                   |
| Japonia           | 2                                 | 10                              |
| Kanada            | –                                 | 7                               |
| Niemcy            | 5                                 | 1 (4 tygodnie)                  |
| Norwegia          | 2                                 | 1 (3 tygodnie)                  |
| Słowacja          | –                                 | 1 (11 tygodni)                  |
| Stany Zjednoczone | 58                                | –                               |
| Szwajcaria        | 4 (2 tygodnie)                    | 1                               |
| Szwecja           | 7                                 | 1 (6 tygodni)                   |
| Węgry             | 1 (3 tygodnie)                    | 1 (4 tygodnie)                  |
| Wielka Brytania   | 1                                 | 1 (5 tygodni)                   |
| Włochy            | 1 (3 tygodnie)                    | 1 (2 tygodnie)                  |

## Sprzedaż
| Kraj              | Sprzedaż |
| ----------------- | -------- |
| Francja           | 100 000  |
| Stany Zjednoczone | 335 000  |
| Wielka Brytania   | 140 000  |
| Włochy            | 15 000   |